# Kabaso Chongo
Kabaso Chongo (Mufulira, 11 febbraio 1992) è un calciatore zambiano, difensore del Kabwe Warriors.

## Palmarès

### Club

#### Competizioni nazionali
- Campionato della Repubblica Democratica del Congo: 4

TP Mazembe: 2013, 2014, 2021-2022, 2023-2024
- Supercoppa della Repubblica Democratica del Congo: 2

TP Mazembe: 2013, 2014

#### Competizioni internazionali
- CAF Champions League: 1

TP Mazembe: 2015
- Coppa della Confederazione CAF: 1

TP Mazembe: 2016